# Ouvroir de littérature policière potentielle
L'Ouvroir de littérature policière potentielle (OU.LI.PO.PO.) est un groupe de recherche créé le 23 août 1973 (13 phalle 100) à l’instigation de François Le Lionnais, sur le modèle de l’Oulipo.

## Historique, missions et membres fondateurs
En 1973, à l'initiative de François Le Lionnais, est fondé l'oulipopo.
Auteur d’une première étude Les Structures du roman policier : Qui est le coupable ?, parue dans le Subsidia pataphysica no 15 et reprise dans La Littérature potentielle (Gallimard "Idées"), François Le Lionnais définissait ainsi le rôle de l’Oulipopo, dans sa première apparition publique, au sein des Subsidia Pataphysica no 24-25 (1974) : « L’Oulipopo se propose de recenser aussi exhaustivement que possible et de classer rationnellement les situations, les mécanismes et leurs combinaisons exploités par le roman policier d’énigme (Oulipopo analytique), plus largement – cette ambition étant sa vocation première – toutes les situations et les mécanismes potentiels inutilisés, voire inutilisables (Oulipopo synthétique) ». Pour mener à bien cette entreprise, François Le Lionnais réunit autour de lui un groupe de spécialistes du roman policier et de pataphysiciens : Jacques Baudou, Jacques Bens (†), Jacques Bergier (†), Paul Gayot, François Guérif, Michel Lebrun (†), Yves Olivier-Martin (†), François Raymond (†), François Rivière, auxquels vient s’adjoindre plus tard Évelyne Diebolt. L'Oulipopo fut rapidement érigé en sous-commission du collège de pataphysique : et avec l’aide de correspondants (Jean-Claude Dinguirard (†), Pierre Boileau (†)-Thomas Narcejac (†), Fred Kassak (†), Henri Bordillon) entreprit le vaste travail de « levée et de triangulation » que lui avait assigné son président.

## Bulletin
L'Oulipopo décidait de se doter de son propre bulletin Enigmatika, dont le premier numéro paraissait en février 1975. Il contenait des communications de l’ensemble de ses membres d'alors. Après une période de tâtonnements, une politique éditoriale était définie au cinquième numéro. Devaient se succéder alors des numéros spéciaux (thèmes : Arsène Lupin, Stanislas-André Steeman, Chesterton, Série noire, Pierre Véry, Bestiaire du roman policier, Léo Malet, Endrèbe), des numéros spécifiquement oulipiens (no 4, 5, 11) et des numéros dévolus à des contenus thématiques et d’érudition.
Autour du Dictionnaire des auteurs de Michel Lebrun et de l'élaboration de listes des collections entreprises dans un but scientifique, se constitua peu à peu l'ensemble des chroniques : courrier des lecteurs, les rubriques critiques et filmographiques.
La bibliothèque énigmatique fut fondée pour accueillir des textes qui n’auraient pu prendre place dans le cadre de la revue : nouvelles, roman, recueil de problèmes policiers. Depuis 1976, l'Oulipopo a publié 40 numéros d'Enigmatika, et a collaboré à d’autres revues (Europe, Polar, Les Cahiers de la cinémathèque de Toulouse). Ses travaux portent sur les séries de crime, les plans générateurs de romans policiers, la structure du « casse ». L'Oulipopo se réunit selon une périodicité arbitraire. À chacune de ces réunions, un invité d’honneur est convié à participer aux travaux.

## Nouvelle composition du groupe
Dans la nouvelle composition du groupe, François Le Lionnais (†) a été déclaré président mémorial. Sont venus s’ajouter comme membres : Jean-Pierre Croquet, Pierre François David, Roland Lacourbe, Juliette Raabe, Jean de Porla et Francis Debyser. Actuellement, les correspondants de l’Oulipopo sont Alain Calame, Pierre Ziegemeyer, Gavin Bryars, Jean-Jacques Schleret, Philippe Fooz, Vincent Bourgeois et Michel Soupart.

## Publications

### Au Collège de Pataphysique
- Croisade pour l'énigme, Subsidia Pataphysica no 24-25, 1974.
- Projet de crime parfait, Organographes du cymbalum pataphysicum no 16.
- Études de littérature policière potentielle, Organographes du cymbalum pataphysicum no 17, juillet 1982.
- Monitoires du Cymbalum no 26 et 28.
- Vingt ans de travaux forcés (vol. 1 et 2), Cymbalum, 1992-1993.
- François Le Lionnais et l'Oulipopo, Carnets trimestriels du Collège de Pataphysique no 18, 2004.

### Revue Enigmatika
- Les Créateurs d'énigme, no 1, 1975
- Dossier Arsène Lupin (1), no 2, 1976
- Atlas des plans de romans policiers[2], no 3, 1976
- Études oulipopiennes, no 4, 1977
- Le Dessin sous les mots, Enigmatika no 5, 1977
- La bibliothèque idéale de l'amateur de romans policiers, no 7, 1977
- Dossier Arsène Lupin (2), no 8, 1977
- Dossier G. K. Chesterton, no 10, 1978
- Cryptographie, Enigmatika no 11, 1978
- Spécial Série Noire, no 12-13, 1979
- La Crime Writers Association, no 14, 1979
- Dossier Pierre Véry, no 15, 1980
- Bestiaire du roman policier, no 16, 1980
- Dossier Léo Malet no 18, 1982
- Dossier Maurice Bernard Endrèbe, no 19, 1981
- Dossier Pierre Magnan, no 20, 1982
- Dossier Sherlock Holmes, no 22
- Dossier Georges Simenon, no 32, 1986
- Dossier J. van Wetering, no 33, 1987
- Dossier Louis C. Thomas (1), no 37, 1989
- Dossier Louis C. Thomas (2), no 38, 1990

### Bibliothèque Énigmatique
- Le Bal des ombres, no 2, 1978
- Aenigmatologe, no 6, 1980
- Léo Malet, Deuil en rouge, no 7, 1981
- Dossier Sherlock Holmes, no 9, 1982
- Dossier Bill Ballinger, 2001, no 2
- Dossier Boileau-Narcejac, no 1, 2002
- Dossier Ellery Queen (1), no 2, 2003
- Dossier G.K. Chesterton, no 1, 2004
- Dossier Ellery Queen (2), no 2, 2004
- Dossier Charlotte Armstrong, no 2, 2006
- Dossier Ellery Queen (3), no 3, 2007
- Nancy Rutledge, La Mante religieuse, no 2, 2007